# 我亲爱的杀手
《我亲爱的杀手》（義大利語：Mio caro assassino）是一部1972年的義大利-西班牙鉛黃電影，由東尼諾·華萊里執導，喬治·希爾頓、馬里盧·托洛、派蒂·夏普德、艾嘉·莉蓮、薩爾沃·蘭多內和威廉·貝加主演。一些評論家認為它是「驚悚片類型中最好的電影之一」，並且是「義大利鉛黃最好、最有活力且設計精良的產品之一」。

## 剧情
警察局长卢卡·佩雷蒂受命调查一起看似孤立的谋杀案——一家保险公司的调查员在乡村沼泽地被挖土機斩首。不久之后，操作挖土機的工人被发现上吊自杀。佩雷蒂在现场发现了一条线索，表明挖掘机司机并非自杀，而是被谋杀。他还发现，被谋杀的调查员当时正在调查一起悬案，涉及一名富有实业家的小女儿斯特凡尼娅·莫罗尼被绑架和谋杀的案件；她的父親前去支付贖金時，也被綁架了，兩人都被留在那里直至死去。调查员显然发现了一条线索，并试图将信息卖给受害者的亲属。
佩雷蒂繼續詢問與莫羅尼案有關的其他人，包括斯特凡尼娅飽受創傷的母親、叔叔奧利維耶羅（在戰爭中失去了一隻手）及其妻子、其他親戚和家裡的僕人。然而，更多的謀殺案開始發生。調查員的妻子在公共交通站被勒死，斯特凡尼娅的幼兒園老師被圓鋸肢解，居住在調查員謀殺現場附近一間小棚屋裡的貧困男子馬蒂亞被用雕像砸死。
到達斯特凡尼娅和她父親被留下等死的小屋後，佩雷蒂意識到斯特凡尼娅死前在一面鏡子的背面留下了綁架者身份的線索。那天晚上，兇手試圖殺死一位在不知情的情況下拿走鏡子的老婦人，但佩雷蒂及時趕到現場，兇手只得落荒而逃。收回鏡子後，佩雷蒂檢查了鏡子的背面，發現上面直接指出了兇手的身分。
佩雷蒂將警察傳喚到莫羅尼家，在全家人都在場的情況下，他開始嚴厲斥責兇手冷血殺人，卻忽略了暴露他身分的一個細節。然後佩雷蒂拿出鏡子，向贝尼亚米诺展示鏡子的背面，他尖叫起來，然後有人關掉了房間裡的燈。混亂平息後，燈光重新亮起，奧利維耶羅躲在角落的椅子後面抽泣。他承認出於對斯特凡尼娅父亲財富的嫉妒而殺死了他们父女，还殺死了所有其他人，想要掩蓋他的蹤跡。
佩雷蒂命令警察逮捕奧利維耶羅，同时镜头对准了镜子的背面，揭示了凶手身份的线索——斯特凡尼娅画的人像，少了一只手。

## 制作
這部電影的編劇署名是何塞·古铁雷斯·马埃索，但實際上他並沒有為《我亲爱的杀手》的劇本做出貢獻。署名马埃索是出于聯合製作的原因。
喬治·希爾頓出演《我亲爱的杀手》是東尼諾·華萊里选定的。華萊里表示，這個角色對希爾頓來說“很難”，並且“很多人告訴他，這不適合你”。希爾頓認為這個角色是一個“具有挑戰性的任務”，因為他觉得華萊里是一個“要求非常高的導演，而且電影是用英語拍攝的”。其中包括最后一幕希爾頓的长篇独白，改动后只给了希爾頓半小时来背诵新对白。希爾頓後來對這部電影給予了正面的評價，他说在他拍过的所有电影中，他大概会保存其中的四部，包括《鬼槍神鞭》《喋血金沙谷》《辣手殺人王》和《我亲爱的杀手》。
東尼諾·華萊里表示，戀童癖叔叔的角色在制作過程中被徹底改寫。「这个角色你無法說出他在電影中是为了什么，所以我們告訴自己，『要么我們把他從電影中刪除，要么我們再開發一下』。于是我們有了让裸體小女孩在警察到访期間出现在他工作室門口的主意……”

## 发行
《我亲爱的杀手》於1972年2月3日在義大利上映，由Jumbo Cinematografica發行。該片票房收入2.5億義大利里拉。

### 脚注
1. 1 2 3 4 5 6 7 8 9 10 11  Curti 2016，第196頁.
2. ↑  Gianfranco Casadio. . Angelo Longo, 2002. 2002. ISBN 8880633600.
3. ↑  Luca M. Palmerini, Gaetano Mistretta. . M&P, 1996. 1996. ISBN 8886839014.
4. 1 2 3  Curti 2016，第159頁.
5. ↑  Tonino Valerii The Films ，第66頁，載於Google圖書